# كلادينة براونية
كلادينة براونية (الاسم العلمي:Caladenia brownii) هي نوع من النباتات تتبع جنس الكلادينة من الفصيلة السحلبية.